# Wolfgang Hückel
Wolfgang Hückel (* 13. Januar 1936 in Riesa; † 16. Mai 2019 in Traunstein) war ein deutscher Diplomat. Er war Botschafter der DDR im Tschad.

## Leben
Hückel besuchte die Oberschule und studierte nach Abschluss des Abiturs von 1956 bis 1960 an der Deutschen Akademie für Staats- und Rechtswissenschaft in Potsdam. Er schloss sein Studium als Diplom-Staatswissenschaftler ab. 
Danach trat er in den diplomatischen Dienst der DDR. Er war zunächst Mitarbeiter in der IV. Außereuropäischen Abteilung (Afrika) des Ministeriums für Auswärtige Angelegenheiten der DDR (MfAA). 1963/1963 wirkte er als Attaché an der Botschaft in Bukarest. Von 1964 bis 1966 war er wieder als Mitarbeiter für die IV. Außereuropäische Abteilung tätig. Von 1967 bis 1969 war er Dritter Sekretär an der DDR-Handelsvertretung in Guinea. Zwischen 1969 und 1972 war er Sektorenleiter für die französischsprechenden Länder in der Abteilung Nord- und Westafrika. Von 1972 bis 1975 war er Zweiter bzw. Erster Sekretär und stellvertretender Leiter der Gesandtschaft bzw. der Botschaft in der Volksrepublik Kongo. Von 1975 bis 1979 fungierte er als Stellvertreter des Leiters der Abteilung Internationale Verbindungen des Nationalrates der Nationalen Front. Von 1979 bis 1982 war er Botschafter in N’Djamena, danach von 1982 bis 1987 politischer Mitarbeiter im Sektor Afrika der Abteilung Internationale Verbindungen des ZK der SED. Von 1988 bis 1990 war er erneut Sektorenleiter in der Abteilung Nord- und Westafrika im MfAA.
Hückel war Mitglied der SED.
Hückel starb am 16. Mai 2019 im Kreise seiner Familie.